# かぶり
かぶりとは、鉄筋コンクリートの設計に用いる項目のひとつで、鉄筋からコンクリート表面までの最短距離のこと。コンクリート工学の用語。建築用語ではかぶり厚という。

## 概要
かぶりは鉄筋を酸化（錆び）から守る役割を果たしている。
打設されたばかりのコンクリートはアルカリ性のため、内部の鉄筋を錆から守る機能を果たすが、施工不良や経年変化により中性化すると徐々に亀裂が生じて雨水が侵入。ここで、かぶり厚みが足りないと雨水が鉄筋に達し、酸化（錆びて膨張）を始める。特に、塩害がある地域では進行が早まる可能性がある。
やがて鉄筋からコンクリートが浮き出し、建築物であれば表面に施工したタイルが剥落したり、コンクリートが塊で落下して被害を及ぼす原因となることがある。
このため日本では、建築物の鉄筋コンクリートは建築基準法により、必要なかぶり厚が柱、梁、床スラブなどの部位に分けられて指定されている。
かぶり厚の不足は、設計ミスや施工不良などである。
これらは年月が経過してから発覚することも多い。構造物全体に及ぶ場合には大規模な補修が必要となるが、施工を行った建設会社にクレームを申し立てても会社自体が倒産していたり、
旧民法が定める除斥期間（20年）を超えている場合には拒絶されることもある。